# Fåset
Fåset ist ein kleines Dorf in der norwegischen Kommune Tynset in der Provinz (Fylke) Innlandet. Der Ort hat 334 Einwohner (Stand: 2015).

## Lage
Fåset liegt westlich der Stadt Tynset am Westufer der Glomma, die in diesem Abschnitt auch Glåma genannt wird und Norwegens längster Fluss ist. In Fåset mündet die Fåa in die Glomma. Durch die Ortschaft führt der Riksvei 3, von dem in Fåset der Fylkesvei 2244 abzweigt. Der Fylkesvei führt durch das Tal Fådalen zum weiter westlich gelegenen See Savalen.

## Name
Der Ortsname leitet sich vom Fǫð, dem altnordischen Namen der Fåa, ab. Der Name bedeutet vermutlich „Grenzfluss“. Der Namensbestandteil -set steht für „Wohnort“ oder „Siedlung“.